# Právní řád České republiky
Právní řád České republiky je uspořádaný systém pramenů práva platných v České republice nebo v rámci mezinárodního společenství, jehož je členem. Český právní řád, jenž je součástí kontinentálního typu právní kultury, je založen na psaném právu a patří do něj právní předpisy, ratifikované a vyhlášené mezinárodní smlouvy (netýká se všech států, jen těch co mají inkorporační normu), k nimž dal souhlas Parlament ČR a nálezy Ústavního soudu, kterými Ústavní soud zrušil právní předpis nebo jeho část.
Zvláštní kategorií jsou v českém právu právní principy, jež sice nejsou formálními prameny práva, ale vzhledem k dynamice společenských změn mohou orgány aplikující právo za určitých omezených podmínek právě prostřednictvím právních principů dovodit právní řešení posuzované věci. Ústavní soud ČR v této věci uvedl, že právní princip má charakter samostatného pramene práva, pouze pokud psané právo nestanoví jinak.
Také kolektivní smlouvy, resp. jen jejich normativní část, jsou v českém právu pramenem práva. Také konstantní judikatura vyšších soudů (především Nejvyššího soudu a Nejvyššího správního soudu) působí, jako by byla pramenem práva.

## Právní normy apředpisy
Právní předpis může zahrnovat několik právních norem, jednu právní normu, ale také jedna právní norma může být upravena v několika právních předpisech. Právní normy je možné rozdělit podle jejich postavení v systému právní regulace na hmotněprávní a procesněprávní normy. Nejvýznamnější je však členění podle právní síly. Právní síla je vlastnost právní normy (právního předpisu), která může být chápána absolutně nebo relativně.
Podle absolutní právní síly se v českém právním řádu rozeznávají primární (zákonné) předpisy, kterými jsou ústavní zákony, zákony a zákonná opatření Senátu, a sekundární (podzákonné) předpisy, které jsou přijímané bezprostředně podle ústavy (právní předpisy vlády a prezidenta republiky) a přijímané na základě výslovného zákonného zmocnění (právní předpisy ministerstev, správních orgánů a orgánů samosprávy v přenesené působnosti). Terciární tvorba práva není v České republice přípustná.
Podle relativní právní síly se rozlišují právní normy původní (originární) a odvozené (derivativní), tj. takové, které byly vydány na základě a k provedení normy původní. Právní předpisy originární jsou primární právní předpisy, ale také i ty zákony, které provádějí některá ustanovení ústavních zákonů. Svou povahou jsou originárními předpisy také obecně závazné vyhlášky v samostatné působnosti obcí a krajů, jež jsou však právní předpisy podzákonné. Derivativní předpisy jsou nařízení vlády, rozhodnutí prezidenta republiky obecně normativní povahy, právní předpisy ministerstev, správních orgánů a orgánů územní samosprávy (s výjimkou vyhlášek zastupitelstev).

### Názvosloví aautor právního předpisu
| Právní předpis legislativy  | Právní předpis exekutivy | Právní předpis exekutivy                   | Právní předpis exekutivy | Právní předpis exekutivy              | Právní předpis exekutivy                                       | Právní předpis územní samosprávy | Právní předpis územní samosprávy |
| Parlament ČR                | Vláda ČR                 | Ministerstva a jiné ústřední správní úřady | Česká národní banka      | Obce a kraje (v přenesené působnosti) | Prezident ČR                                                   | Obce                             | Kraje                            |
| --------------------------- | ------------------------ | ------------------------------------------ | ------------------------ | ------------------------------------- | -------------------------------------------------------------- | -------------------------------- | -------------------------------- |
| ústavní zákony              | nařízení                 | vyhlášky                                   | vyhlášky                 | nařízení                              | některá rozhodnutí obecné povahy (např. rozhodnutí o amnestii) | obecně závazné vyhlášky          | obecně závazné vyhlášky          |
| zákony                      | nařízení                 | vyhlášky                                   | vyhlášky                 | nařízení                              | některá rozhodnutí obecné povahy (např. rozhodnutí o amnestii) | obecně závazné vyhlášky          | obecně závazné vyhlášky          |
| zákonná opatření Senátu PČR | nařízení                 | vyhlášky                                   | vyhlášky                 | nařízení                              | některá rozhodnutí obecné povahy (např. rozhodnutí o amnestii) | obecně závazné vyhlášky          | obecně závazné vyhlášky          |

## Mezinárodní smlouvy
Mezinárodní smlouvy jsou především pramenem mezinárodního práva, na základě vnitrostátní úpravy však mohou být pramenem také práva vnitrostátního. Čl. 10 Ústavy stanovuje, že „[v]yhlášené mezinárodní smlouvy, k jejichž ratifikaci dal Parlament souhlas a jimiž je Česká republika vázána, jsou součástí právního řádu; stanoví-li mezinárodní smlouva něco jiného než zákon, použije se mezinárodní smlouva.“ Mezinárodní smlouva tak nemá vyšší právní sílu než zákony, ale aplikační přednost. Při rozhodování soudů platí, že soudce je vázán nejen zákonem, ale i mezinárodní smlouvou, která je součástí právního řádu.

## Nálezy Ústavního soudu
Navzdory kritice se působení ústavního soudnictví jako náhradního zákonodárce ve všech západních demokraciích rozšířilo. Ústavní soud ČR může zrušit právní předpis nebo jeho část. Je nutné rozlišovat závaznost vlastního výroku rozhodnutí a odůvodnění rozhodnutí.

## Evropské právo
Od vstupu České republiky do Evropské unie platí v České republice také prameny evropského komunitárního práva, přičemž významná část již byla implementována do zákonů a dalších právních předpisů. Dnes obsah zhruba 70 % až 80 % právních předpisů přijímaných v členských státech více či méně ovlivňuje ES. Povinnosti vyplývající z členství v Evropské unii zahrnují, že ústava a další vnitrostátní právní předpisy jsou podřízeny právu Evropské unie.